# Scenopinus varipes
Scenopinus varipes är en tvåvingeart som beskrevs av Friedrich Hermann Loew 1873. Scenopinus varipes ingår i släktet Scenopinus och familjen fönsterflugor.
Artens utbredningsområde är Turkmenistan. Inga underarter finns listade i Catalogue of Life.